# 伊斯塔諾利 (喬治亞州)
伊斯塔諾利（英語：Eastanollee）是位於美國喬治亞州斯蒂芬斯縣的一個非建制地區。該地的面積和人口皆未知。

## 地理
伊斯塔諾利的座標為34°31′13″N 83°15′20″W / 34.52028°N 83.25556°W，而該地的平均海拔高度為293米（即961英尺）。